# João Cantacuzeno (pincerna)
João Comneno Ângelo Cantacuzeno (em grego: Ἰωάννης Κομνηνός Άγγελος Καντακουζηνός; romaniz.: Ioannes Komnēnós Ángelos Kantakouzēnos; 1205-1215 - 1257) foi um general bizantino a serviço do Império de Niceia sob o reinado dos imperadores João III Ducas Vatatzes (r. 1221–1254) e Teodoro II Láscaris (r. 1254–1258). Era filho de um membro da família Cantacuzeno e de sua esposa, membro da família Ducas. Entre 1244-1249, foi nomeado governador do Tema Tracesiano com os títulos de duque e pincerna. Em 1249, comandou uma expedição enviada pelo imperador João III Vatatzes contra os genoveses que tinha invadido e tomado controle de Rodes durante a ausência de seu governador, João Gabalas. Pelo fim de sua vida, João Cantacuzeno tornou-se monge, adotando o nome Joanício, e morreu em algum momento antes de 1257.
João casou-se com Irene Comnena Paleóloga, filha do grande doméstico Andrônico Ducas Comneno Paleólogo e sua esposa Teodora Paleóloga, com quem teve:
- Teodora Paleóloga Comnena Cantacuzena - casou-se com primeiramente com Jorge Muzalon, um favorito do imperador Teodoro II Láscaris, e posteriormente com João Raul Petralifa. Foi mãe de Irene e Ana Raulena e do grande estratopedarca Aleixo Raul.
- Maria Paleóloga Cantacuzena - casou-se com os tsares búlgaros Constantino Tico I e Lacanas. Foi mãe de Miguel Asen II e uma filha de nome desconhecido.
- Ana Paleóloga Cantacuzena - casou-se com o déspota do Epiro Nicéforo I Comneno Ducas. Foi mãe de Tamara, esposa de Felipe I de Tarento, Miguel, Maria e Tomás, déspota do Epiro.
- Eugênia Paleóloga Cantacuzena - casou-se com o grande doméstico Sirgianes e foi mãe do mega-duque Sirgianes Paleólogo;
- Uma possível quinta filha de nome desconhecido, que casou-se com Teodoro Muzalon.